# Deutsche Schule Bilbao

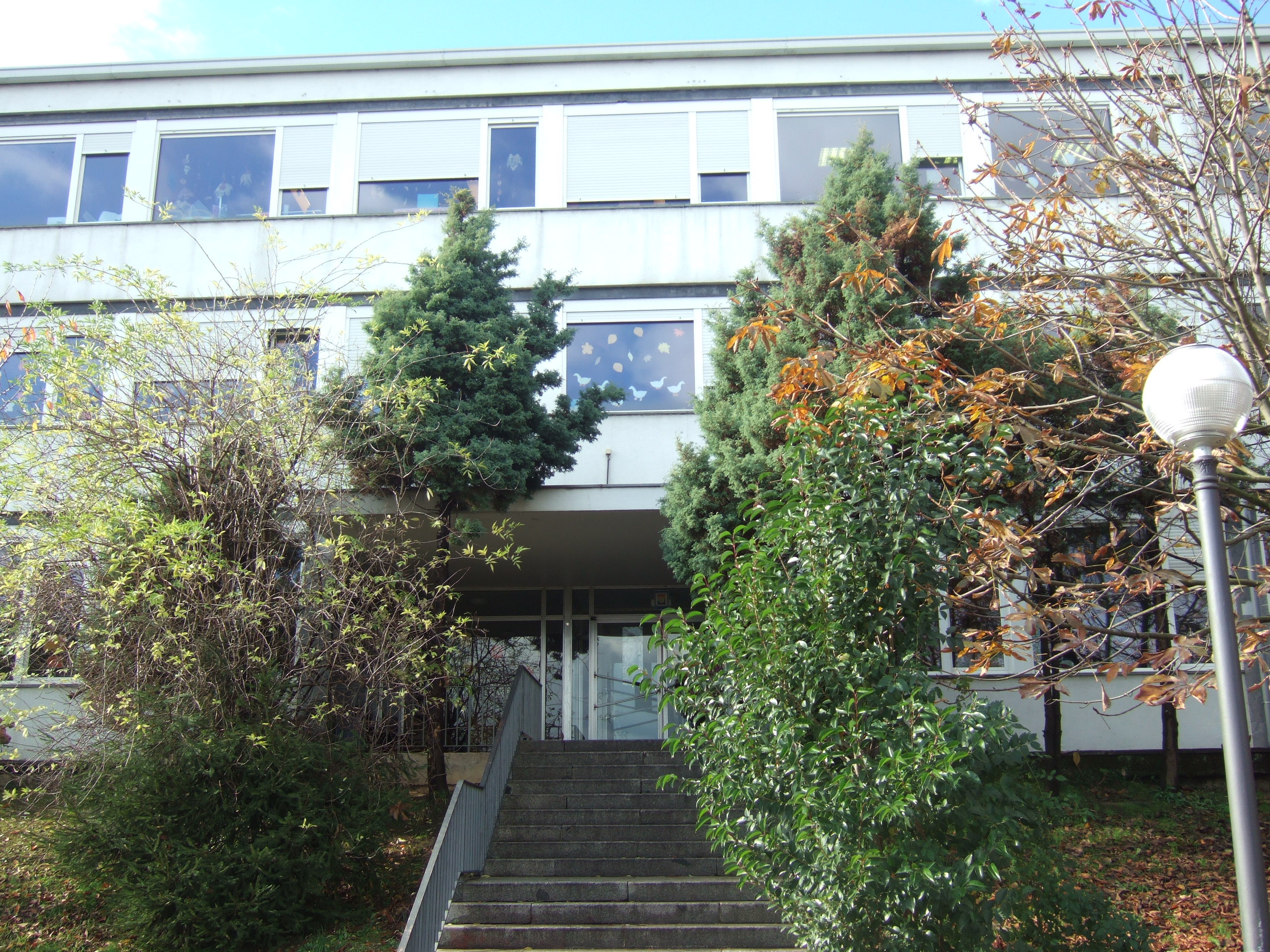
Deutsche Schule Bilbao

Die Deutsche Schule Bilbao (DSB), das Colegio Alemán in Bilbao, ist eine Deutsche Auslandsschule im spanischen Baskenland. Als bikulturelle Begegnungsschule steht sie Kindern und Jugendlichen aller Nationalitäten offen; die meisten Schüler sind Spanier und Deutsche. Wer mit drei Jahren in die DSB eintritt, kann in fünfzehn Jahren ihre drei Abteilungen Kindergarten (drei Jahre), Grundschule (vier Jahre) und Gymnasium (acht Jahre) absolvieren.

## Geschichte
Die Deutsche Schule Bilbao wurde am 11. Februar 1917 in der Calle Diputación mit 17 Schülern eröffnet. 1924, als ihre Schülerzahl schon auf 50 angewachsen war und in Deusto ein neues Schulgebäude eingeweiht werden konnte, erhielt sie die Anerkennung als Realschule. 1927 wurde – einschließlich dreier Schüler der Deutschen Schule San Sebastián – die erste Abschlussprüfung durchgeführt. In diesem Jahr wurden auch Bachillerato-Kurse für spanische Jugendliche und Abendkurse für Erwachsene eingerichtet.
Im Juni 1937 war für Bilbao der Spanische Bürgerkrieg zu Ende; die Schule nahm nach nur einem Jahr Unterbrechung zum Beginn des Schuljahres 1938/39 den Unterricht wieder auf. Deutschland genehmigte den Aufbau einer zum Abitur führenden Oberstufe. Im Juni 1940 wurde das erste Abitur abgenommen.
8. Mai 1945: Am Tage der Kapitulation Deutschlands wurde die Schule gegen Mittag von der Polizei geschlossen. Nur einige Dokumente, Bücher und Gegenstände der naturwissenschaftlichen Sammlung konnten herausgeschafft werden.
1945–1950: Für deutsche Kinder fand in den Privatwohnungen einiger deutscher Lehrer Grundschulunterricht statt. Eine Gruppe von deutschen Eltern bemühte sich, eine der Erstgründung von 1917 ähnliche Schule zu schaffen.
Im April 1951 zog die Schule in das Gebäude Alameda de Recalde, 4. Im Mai konstituierte sie sich als „Colegio San Bonifacio“. 1954 übernahm das Land Rheinland-Pfalz die Patenschaft für die Schule. 1956 verließen nach langer Zeit wieder Abiturienten die Deutsche Schule Bilbao. (Die Prüfung fand an der Deutschen Schule Madrid statt.) Die Schule wurde nun als Begegnungsschule eingerichtet, Sprachkurse und Kulturabende bereicherten ihr Spektrum. Der Leiter des damaligen Goethe-Instituts Bilbao war in Personalunion Direktor des Colegio Alemán. Neu gegründet wurde der Schulverein als Träger der Schule. 1961 wurden auf dem 1958 in Begoña erworbenen Gelände die neuen von viel Grün umgebenen Schulgebäude eingeweiht.
Am 12. Mai 1978 wurde die Neue Sekundarstufe (NSS) eingeführt: Abgesehen von den spanischen Schülern, die über den Kindergarten und die deutschorientierte Grundschule in die deutsch-spanische Sekundarstufe aufrückten, konnten nun spanische Schüler nach erfolgreicher Absolvierung eines einjährigen Vorbereitungskurses (Cursillo) in die 5. Jahrgangsstufe der Neuen Sekundarstufe eintreten. Zu Beginn des Schuljahres 1979/80 wurde die erste Klasse der NSS („c“-Klasse) eingerichtet. Ein Vorbereitungskurs für zukünftige Seiteneinsteiger wurde erstmals durchgeführt, so dass 1988 die erste NSS-Reifeprüfung durchgeführt werden konnte.
Seit dem Schuljahr 2007/08 ist die Deutsche Schule Bilbao Koordinierungsschule der 1999 an der Deutschen Schule Toulouse ins Leben gerufenen internationalen Multimedia-Schülerzeitung trait d'union.

## Das Integrationsmodell der Deutschen Schule Bilbao
Die DSB ist laut Förderrahmen des deutschen Bundesverwaltungsamtes, von dem sie alljährlich einen erheblichen finanziellen Zuschuss erhält, eine zweizügige integrierte Begegnungsschule mit Kindergarten und einer einzügigen Grundschule, zu der in Klasse 5 eine zweite Schülergruppe aus den Cursillos hinzukommt. Der Schulbau ist auf diese Zweizügigkeit ausgerichtet. In der ursprünglichen Version erhielten die Cursillistas in den Klassen 5 bis 10 einen getrennten Unterricht, zum Teil noch in spanischer Sprache und mit zusätzlichen Deutschstunden, bis sie dann in Klasse 11 und 12 in allen Fächern mit den Kindern aus den Kindergartenklassen integriert wurden.
Das neue Integrationsmodell wurde im Schuljahr 2000/2001 durch Beschluss der Gesamtlehrerkonferenz eingeführt, weil die erkennbare Abnahme der Schülerzahlen in den Cursilloklassen zu einer erhöhten Aufnahme in den Kindergarten geführt hatte (bis zu 37 Kindern). Auf diese Weise entstanden Grundschulklassen von 34 bis zu 37 Schülern, welche in der Grundschule zwar meist in zwei internen Gruppen unterrichtet wurden (also in einer pädagogisch an sich wünschenswerten Gruppengröße von 17 bis 19 Schülern), die bei der Weiterführung in der Secundaria aber zu groß waren für einen sinnvollen Unterricht in einer einzigen Klasse. Eine volle Fortführung in zwei getrennten „A-Klassen“, de facto also Dreizügigkeit mit derart kleinen Gruppen ist aber erstens durch den Förderrahmen nicht erlaubt, zweitens von der Schulgeldhöhe und von der Anzahl der zur Verfügung stehenden Räume nicht machbar.
Angesichts der ungleichen Schülerzahlen in den Zweigen a (Kindergarten) und c (Cursillos) entschloss man sich 1999/2000, überall dort die gesamte Schülerzahl eines Jahrgangs in einen großen Topf zu tun und daraus zwei gleich große Klassen zu bilden, wo die Deutschkenntnisse keine zu dominierende Rolle spielen und die unterschiedlichen Sprachniveaus den gemeinsamen Unterricht daher zu stark erschweren würden. So entstanden die Klassen z. B. 5 ac1 (eine Hälfte von der Kindergartenklasse 5 a und eine Hälfte von der Cursilloklasse 5 c) und 5 ac2.
Die Integration der Kindergartenkinder mit den Cursillistas geht nach dem Prinzip: Integration so früh wie möglich, Separation nur so lange wie notwendig. Dabei beginnt die Integration in Klasse 5 mit den Fächern, in denen ein hoher Anteil an praktischen Handlungen im Vordergrund steht (Kunst, Musik, Sport) sowie den sprachlichen Fächern Spanisch, Area Social und Englisch.
In der zweiten Stufe kommen mit einer individuellen Vorbereitung die Fächer, bei denen eine zweite Sprachebene aus Formel- und Symbolsprache existiert: Mathematik, Physik (integriert ab Klasse 8) und Chemie (ab Klasse 9).
In der dritten Stufe kommen die Fächer, in denen ein hoher Anteil an Deutsch für den Fortschritt im Fach unerlässlich ist: Erdkunde, deutsche Geschichte, Religion und Deutsch selbst. Diese Fächer werden erst ab Klasse 11 integriert unterrichtet.